# IC 2664
IC 2664 је двојна звијезда у сазвјежђу Лав која се налази на листи објеката дубоког неба у Индекс каталогу.
Деклинација објекта је + 12° 33' 45" а ректасцензија 11h 15m 39,1s.